# Смит, Майк (легкоатлет)
Майкл (Майк) Камерон Смит (англ. Michael "Mike" Cameron Smith; род. 16 сентября 1967, Кенора, Онтарио) — канадский легкоатлет, специалист по многоборьям. Выступал за сборную Канады по лёгкой атлетике в 1986—1998 годах, серебряный и бронзовый призёр чемпионатов мира, двукратный чемпион Игр Содружества, рекордсмен страны, участник трёх летних Олимпийских игр.

## Биография
Майк Смит родился 16 сентября 1967 года в городе Кенора провинции Онтарио.
По окончании старшей школы поступил в Торонтский университет, где проходил подготовку в местной легкоатлетической команде под руководством тренера Энди Хиггинса.
Впервые заявил о себе в десятиборье на международном уровне в сезоне 1986 года, выиграв серебряную медаль на юниорском мировом первенстве в Афинах. Попав в основной состав канадской национальной сборной, выступил на Играх Содружества в Эдинбурге, где в той же дисциплине стал седьмым.
В 1987 году стартовал на чемпионате мира в Риме, но вынужден был досрочно завершить выступление и не показал никакого результата.
Благодаря череде удачных выступлений удостоился права защищать честь страны на Олимпийских играх 1988 года в Сеуле — набрал в сумме всех дисциплин десятиборья 8083 очка, расположившись в итоговом протоколе соревнований на 14-й строке.
В 1989 году был лучшим на Играх франкофонов в Касабланке.
В 1990 году победил на Играх Содружества в Окленде.
На чемпионате мира 1991 года в Токио стал серебряным призёром в десятиборье, уступив в финале только американцу Дэну О’Брайену.
Нёс знамя Канады на церемонии открытия Олимпийских игр 1992 года в Барселоне, однако выступил на этих Играх неудачно — из-за травмы подколенного сухожилия вынужден был отказаться от второго соревновательного дня.
После барселонской Олимпиады Смит остался в составе канадской легкоатлетической команды на ещё один олимпийский цикл и продолжил принимать участие в крупнейших международных стартах. Так, в 1993 году он выиграл серебряную медаль на домашнем чемпионате мира в помещении в Торонто, где семиборье впервые было представлено в качестве демонстрационной дисциплине, отметился выступлением на чемпионате мира в Штутгарте.
В 1994 году одержал победу на Играх Содружества в Виктории.
В 1995 году взял бронзу на чемпионате мира в Гётеборге — здесь его обошли Дэн О’Брайен и Эдуард Хямяляйнен.
В мае 1996 года на соревнованиях в австрийском Гётцисе установил национальный рекорд Канады в десятиборье — 8626 очков (рекорд впоследствии продержался до 2015 года и был превзойдён Дамианом Уорнером). Находясь в числе лидеров канадской сборной, благополучно прошёл отбор на Олимпийские игры в Атланте — с результатом в 8271 очко занял итоговое 13-е место.
Один из последних значимых результатов на международной арене показал в сезоне 1998 года, когда на Играх Содружества в Куала-Лумпуре добавил в послужной список награду бронзового достоинства.
По завершении спортивной карьеры в 1999 году работал в сфере финансовых услуг и управления капиталом. Комментировал соревнования по лёгкой атлетике для канадского телевидения. Вместе с семьёй проживает в Калгари.